# Zsadányi meteorit
A Zsadány egy 1875-ben Magyarországon hullott meteorit nemzetközi neve.

## A hullás története
A Zsadány meteorit 1875. március 31-én délután fél 4 tájban hullott le a Temes Vármegyei Zsadány község határában. Krenner József, a budapesti Pázmány Péter Tudományegyetem ásványtan és geológia professzora és a Magyar Nemzeti Múzeum Ásványtárának a kurátora személyesen szállt ki a hullás körülményeinek kivizsgálására, a Magyar Királyi Természettudományi Társaság megbízásával. A neves kutató a Magyar Tudományos Akadémia tagja is volt és számos ásvány fölfedezése fűződik a nevéhez: pl. a semseyit, a kornelit, a szomolnokit, az andorit, a lorandit, a warthait, a fizelyt és a schafarzikit. Az ő nevét is megörökíti a krennerit ásvány, amely egy arany-tellur-szulfid neve.
Jelentését a Természettudományi Közlönyben tette közzé. Temes vármegye alispánjának a jelentése április 14-én érkezett meg hozzá és két nap múlva ő már Zsadányba érkezett. Zsadány a Temesvár-Arad vonalon fekszik, Merczifalva közelében. A meteoritok a falu határában hullottak. A szemtanúk elmondták, hogy először mennydörgést hallottak, (Szécsányban és Orczyfalván is, de a távolabbi Vingán már nem) de fényjelenséget nem észleltek. Összességében 9 meteorit hullását észlelték. Ezekből 6 került a Természettudományi Társaság gyűjteményébe s 3 más személyekhez került. A példányok nem túl nagyok, diónyi nagyságúak, kerekdedek ill. táblásak voltak. Anyaguk szürke, fekete héjbevonattal. Alakra a knyahinyai meteoritra hasonlítanak, írta Krenner.
Fontos részlete a jelentésnek annak leírása, hogy a szemtanúk 4 meteoritot is hidegnek éreztek, amikor kézbe vették őket. Ezt a szemtanúk három csoportja is megerősítette, akik különböző hullási helyszíneken észlelték ezt.

## A meteorit típusa
Az ásványain végzett kémiai összetétel (Mg/Fe arány) alapján a zsadányi kondritos meteorit a H5 típusba sorolható be.

## Külső hivatkozások
- A Zsadány H5 kondrit hullása, főbb jellemvonásai Archiválva 2011. május 16-i dátummal a Wayback Machine-ben
- A magyarországi meteoritok listája
- A Természettudományi Múzeum Ásványtárának ismertetése a zsadányi kondritról
- Kép Csillagvaros.hu